# Mediorhynchus leptis
Mediorhynchus leptis är en hakmaskart som beskrevs av Ward 1966. Mediorhynchus leptis ingår i släktet Mediorhynchus och familjen Giganthorhynchidae. Inga underarter finns listade i Catalogue of Life.